# دوسهره
دوسهره (به انگلیسی: Dosehra) یک شهرک در پاکستان است که در شهرستان چهارسده واقع شده‌است.